# فلفل السودان
فُلفُل السودان مُرَّةُ الخَشَب الحبشية أو وَات حبشي أو جوزة الشِرَاك الحبشية أو إكسيلوز أو زيلوز أو خشبور (الاسم العلمي: Xylopia aethiopica)، هي شجرة عطرية دائمة الخضرة من فصيلة القشديات. تنمو حتى ارتفاع 20 مترًا. موطنها الأصلي الغابات المطيرة المنخفضة والغابات الهامشية الرطبة في مناطق السافانا في إفريقيا.
تستخدم ثمارة (حبيباته) في توابل والعلاجات التلقيدية.